# Meridiano 63 W
O meridiano 63 W é um meridiano que, partindo do Polo Norte, atravessa o Oceano Ártico, América do Norte, Oceano Atlântico, América do Sul, Oceano Antártico, Antártida e chega ao Polo Sul. Forma um círculo máximo com o Meridiano 117 E.
Começando no Polo Norte, o meridiano 63º Oeste tem os seguintes cruzamentos:
| País, território ou mar | Notas |
| ----------------------- | --- |
| Oceano Ártico           | |
| Mar de Lincoln          | |
| Canadá                  | Ilha Ellesmere, Nunavut |
| Estreito de Nares       | |
| Gronelândia             | |
| Baía de Baffin          | |
| Estreito de Davis       | |
| Canadá                  | Ilha de Baffin, Nunavut |
| Estreito de Davis       | |
| Canadá                  | Ilha Muingmak, Nunavut |
| Estreito de Davis       | |
| Oceano Atlântico        | Mar do Labrador |
| Canadá                  | Labrador, Terra Nova e Labrador Quebec |
| Golfo de São Lourenço   | Estreito de Jacques Cartier |
| Canadá                  | Ilha Anticosti, Quebec |
| Golfo de São Lourenço   | |
| Canadá                  | Ilha do Príncipe Eduardo |
| Golfo de São Lourenço   | Baía de Hillsborough |
| Canadá                  | Ilha do Príncipe Eduardo |
| Golfo de São Lourenço   | Estreito de Northumberland |
| Canadá                  | Nova Escócia |
| Oceano Atlântico        | |
| Mar do Caribe           | |
| Anguila                 | |
| Mar do Caribe           | Passa entre as ilhas Saint Martin e Tintamarre, São Martinho · Passa a leste de São Martinho · Passa a oeste de São Bartolomeu                                                                 |
| Países Baixos           | Ilha Sint Eustatius |
| Mar do Caribe           | Passa a oeste da ilha Saint Kitts, São Cristóvão e Neves · Passa a leste das Ilhas Los Testigos, Venezuela                                                                                     |
| Venezuela               | centro do país |
| Brasil                  | Roraima (oeste) Amazonas (Humaitá) Rondônia (a oeste de Porto Velho) |
| Bolívia                 | centro: Santa Cruz de la Sierra |
| Argentina               | de Formosa até litoral, em Viedma |
| Oceano Atlântico        | |
| Oceano Antártico        | Passa a oeste da Ilha Smith, Ilhas Shetland do Sul - reivindicadas pela Argentina (Antártida Argentina), Chile (Província da Antártida Chilena) e Reino Unido (Território Antártico Britânico) |
| Antártida               | Ilha Anvers - reivindicada pela Argentina (Antártida Argentina), Chile (Província da Antártida Chilena) e Reino Unido (Território Antártico Britânico)                                         |
| Oceano Antártico        | |
| Antártida               | Território reivindicado pela Argentina (Antártida Argentina), Chile (Província da Antártida Chilena) e Reino Unido (Território Antártico Britânico)                                            |